# Hevaheva giffardi
Hevaheva giffardi är en insektsart som beskrevs av Crawford 1918. Hevaheva giffardi ingår i släktet Hevaheva och familjen spetsbladloppor. Inga underarter finns listade i Catalogue of Life.